# Pueliòidies
Puelioideae és una subfamília de les poàcies. Creixen en el sotabosc de la selva plujosa tropical.

## Tribus
- Guaduelleae Soderstr. i R.P.Ellis[1]
- Puelieae Soderstr. & R.P.Ellis[1]

## Gèneres
Segons NCBI Taxonomy Browser:
- Guaduella
- Puelia